# Swiss Open Gstaad 2015 - Qualificazioni singolare
Le qualificazioni del singolare del Swiss Open Gstaad 2015 sono state un torneo di tennis preliminare per accedere alla fase finale della manifestazione. I vincitori dell'ultimo turno sono entrati di diritto nel tabellone principale. In caso di ritiro di uno o più giocatori aventi diritto a questi sono subentrati i lucky loser, ossia i giocatori che hanno perso nell'ultimo turno ma che avevano una classifica più alta rispetto agli altri partecipanti che avevano comunque perso nel turno finale.

## Teste di serie
1. Facundo Bagnis (primo turno)
2. Horacio Zeballos (qualificato)
3. Kenny de Schepper (ultimo turno)
4. Gerald Melzer (secondo turno)

1. Andrea Arnaboldi (ultimo turno)
2. Laslo Đere (secondo turno)
3. Giovanni Lapentti (primo turno)
4. Matteo Viola (primo turno)

## Qualificati
1. Maxime Teixeira
2. Horacio Zeballos

1. Julian Reister
2. Calvin Hemery

## Tabellone

### Legenda
| - Q = Qualificato - WC = Wild card - LL = Lucky loser | - ALT = Alternate - SE = Special Exempt - PR = Protected Ranking | - w/o = Walkover - r = Ritirato - d = Squalificato |

### Sezione 1
|  | Primo turno | Primo turno          | Primo turno          | Primo turno | Primo turno |  |  | Secondo turno | Secondo turno        | Secondo turno        | Secondo turno   | Secondo turno   |    |     | Ultimo turno | Ultimo turno    | Ultimo turno    | Ultimo turno | Ultimo turno |  |
|  |             |                      |                      |             |             |  |  |               |                      |                      |                 |                 |    |     |              |                 |                 |              |              |  |
|  | 1           | Facundo Bagnis       | Facundo Bagnis       | 6           | 1           |  |  |               |                      |                      |                 |                 |    |     |              |                 |                 |              |              |  |
|  |             | Victor Hănescu       | Victor Hănescu       | 7           | 6           |  |  |               | Victor Hănescu       | 3                    | 6               | 3               |    |     |              |                 |                 |              |              |  |
|  |             | Nikola Mektić        | Nikola Mektić        | 6(1)        | 64          |  |  |               | Maxime Teixeira      | 6                    | 1               | 6               |    |     |              |                 |                 |              |              |  |
|  |             | Maxime Teixeira      | Maxime Teixeira      | 7           | 7           |  |  |               |                      |                      |                 |                 |    |     |              | Maxime Teixeira | Maxime Teixeira | 7            | 7            |  |
|  | WC          | Loïc Perret          | Loïc Perret          | 2           | 4           |  |  |               |                      |                      | Daniil Medvedev | Daniil Medvedev | 65 | 612 |              |                 |                 |              |              |  |
|  |             | Juan Ignacio Londero | Juan Ignacio Londero | 6           | 6           |  |  |               | Juan Ignacio Londero | Juan Ignacio Londero | 3               | 0               |    |     |              |                 |                 |              |              |  |
|  |             | Daniil Medvedev      | Daniil Medvedev      | 6           | 6           |  |  |               | Daniil Medvedev      | Daniil Medvedev      | 6               | 6               |    |     |              |                 |                 |              |              |  |
|  | 8           | Matteo Viola         | Matteo Viola         | 4           | 4           |  |  |               |                      |                      |                 |                 |    |     |              |                 |                 |              |              |  |

### Sezione 2
|  | Primo turno | Primo turno           | Primo turno           | Primo turno | Primo turno |  |  | Secondo turno | Secondo turno         | Secondo turno         | Secondo turno | Secondo turno |   |   | Ultimo turno | Ultimo turno     | Ultimo turno     | Ultimo turno | Ultimo turno |  |
|  |             |                       |                       |             |             |  |  |               |                       |                       |               |               |   |   |              |                  |                  |              |              |  |
|  | 2           | Horacio Zeballos      | Horacio Zeballos      | 6           | 7           |  |  |               |                       |                       |               |               |   |   |              |                  |                  |              |              |  |
|  |             | Alexander Lazov       | Alexander Lazov       | 1           | 62          |  |  | 2             | Horacio Zeballos      | Horacio Zeballos      | 6             | 6             |   |   |              |                  |                  |              |              |  |
|  |             | Fernando Romboli      | Fernando Romboli      | 3           | 3           |  |  |               | Tomás Lipovsek Puches | Tomás Lipovsek Puches | 4             | 3             |   |   |              |                  |                  |              |              |  |
|  |             | Tomás Lipovsek Puches | Tomás Lipovsek Puches | 6           | 6           |  |  |               |                       |                       |               |               |   |   | 2            | Horacio Zeballos | Horacio Zeballos | 6            | 6            |  |
|  | WC          | Jessy Kalambay        | Jessy Kalambay        | 3           | 2           |  |  |               |                       |                       | Pedro Cachín  | Pedro Cachín  | 2 | 4 |              |                  |                  |              |              |  |
|  |             | Pedro Cachín          | Pedro Cachín          | 6           | 6           |  |  |               | Pedro Cachín          | 3                     | 6             | 6             |   |   |              |                  |                  |              |              |  |
|  |             | Ivo Klec              | Ivo Klec              | 4           | 4           |  |  | 6             | Laslo Đere            | 6                     | 1             | 1             |   |   |              |                  |                  |              |              |  |
|  | 6           | Laslo Đere            | Laslo Đere            | 6           | 6           |  |  |               |                       |                       |               |               |   |   |              |                  |                  |              |              |  |

### Sezione 3
|  | Primo turno | Primo turno       | Primo turno       | Primo turno | Primo turno |  |  | Secondo turno | Secondo turno     | Secondo turno     | Secondo turno  | Secondo turno  |   |   | Ultimo turno | Ultimo turno      | Ultimo turno      | Ultimo turno | Ultimo turno |  |
|  |             |                   |                   |             |             |  |  |               |                   |                   |                |                |   |   |              |                   |                   |              |              |  |
|  | 3           | Kenny de Schepper | Kenny de Schepper | 7           | 6           |  |  |               |                   |                   |                |                |   |   |              |                   |                   |              |              |  |
|  |             | Kirill Dmitriev   | Kirill Dmitriev   | 6(1)        | 4           |  |  | 3             | Kenny de Schepper | Kenny de Schepper | 6              | 7              |   |   |              |                   |                   |              |              |  |
|  |             | Antonio Veić      | 6                 | 3           | 6           |  |  |               | Antonio Veić      | Antonio Veić      | 3              | 63             |   |   |              |                   |                   |              |              |  |
|  |             | Yann Marti        | 3                 | 6           | 0           |  |  |               |                   |                   |                |                |   |   | 3            | Kenny de Schepper | Kenny de Schepper | 3            | 3            |  |
|  |             | Adrien Bossel     | Adrien Bossel     | 6           | 6           |  |  |               |                   | PR                | Julian Reister | Julian Reister | 6 | 6 |              |                   |                   |              |              |  |
|  | WC          | Luca Margaroli    | Luca Margaroli    | 2           | 2           |  |  |               | Adrien Bossel     | Adrien Bossel     | 3              | 4              |   |   |              |                   |                   |              |              |  |
|  | PR          | Julian Reister    | Julian Reister    | 6           | 6           |  |  | PR            | Julian Reister    | Julian Reister    | 6              | 6              |   |   |              |                   |                   |              |              |  |
|  | 7           | Giovanni Lapentti | Giovanni Lapentti | 4           | 1           |  |  |               |                   |                   |                |                |   |   |              |                   |                   |              |              |  |

### Sezione 4
|  | Primo turno | Primo turno            | Primo turno            | Primo turno | Primo turno |  |  | Secondo turno | Secondo turno    | Secondo turno    | Secondo turno    | Secondo turno |   |   | Ultimo turno | Ultimo turno  | Ultimo turno | Ultimo turno | Ultimo turno |  |
|  |             |                        |                        |             |             |  |  |               |                  |                  |                  |               |   |   |              |               |              |              |              |  |
|  | 4           | Gerald Melzer          | Gerald Melzer          | 6           | 6           |  |  |               |                  |                  |                  |               |   |   |              |               |              |              |              |  |
|  |             | Vijay Sundar Prashanth | Vijay Sundar Prashanth | 2           | 2           |  |  | 4             | Gerald Melzer    | Gerald Melzer    | 5                | 5             |   |   |              |               |              |              |              |  |
|  |             | Michael Linzer         | 7                      | 68          | 4           |  |  |               | Calvin Hemery    | Calvin Hemery    | 7                | 7             |   |   |              |               |              |              |              |  |
|  |             | Calvin Hemery          | 62                     | 7           | 6           |  |  |               |                  |                  |                  |               |   |   |              | Calvin Hemery | 1            | 6            | 6            |  |
|  | WC          | Jacob Kahoun           | Jacob Kahoun           | 3           | 4           |  |  |               |                  | 5                | Andrea Arnaboldi | 6             | 3 | 2 |              |               |              |              |              |  |
|  |             | Federico Gaio          | Federico Gaio          | 6           | 6           |  |  |               | Federico Gaio    | Federico Gaio    | 4                | 2             |   |   |              |               |              |              |              |  |
|  |             | Anton Zaitcev          | 3                      | 7           | 4           |  |  | 5             | Andrea Arnaboldi | Andrea Arnaboldi | 6                | 6             |   |   |              |               |              |              |              |  |
|  | 5           | Andrea Arnaboldi       | 6                      | 65          | 6           |  |  |               |                  |                  |                  |               |   |   |              |               |              |              |              |  |